# Dechtow
Dechtow ist ein Ortsteil der Gemeinde Fehrbellin im Landkreis Ostprignitz-Ruppin in Brandenburg.
Das Dorf ist geprägt durch das Gut, seine Bauernhöfe, die Feldsteinkirche aus dem 15. Jahrhundert und Lindenalleen mit Kopfsteinpflaster. Es liegt im flachen Land zwischen Sand und Moor und ist ein Zuhause für 300 Menschen.
Durch den Ort führt die Landesstraße L 173; einen Kilometer nordöstlich verläuft die A 24.

## Geschichte
Der Dechtower Pfarrer Siebmann kommt 1797 über den Charakter der Dechtower Einwohner zu dem sporadischen Schluss: „Es heißt auch hier wie überall: sunt bona mixta malis“ („Die Guten und die Schlechten sind gemischt“).
Zum 26. Oktober 2003 wurde Dechtow per Gesetz in die Gemeinde Fehrbellin eingegliedert.

## Söhne und Töchter
- Hans Ernst Karl Graf von Zieten (1770–1848), preußischer Offizier

## Sehenswürdigkeiten

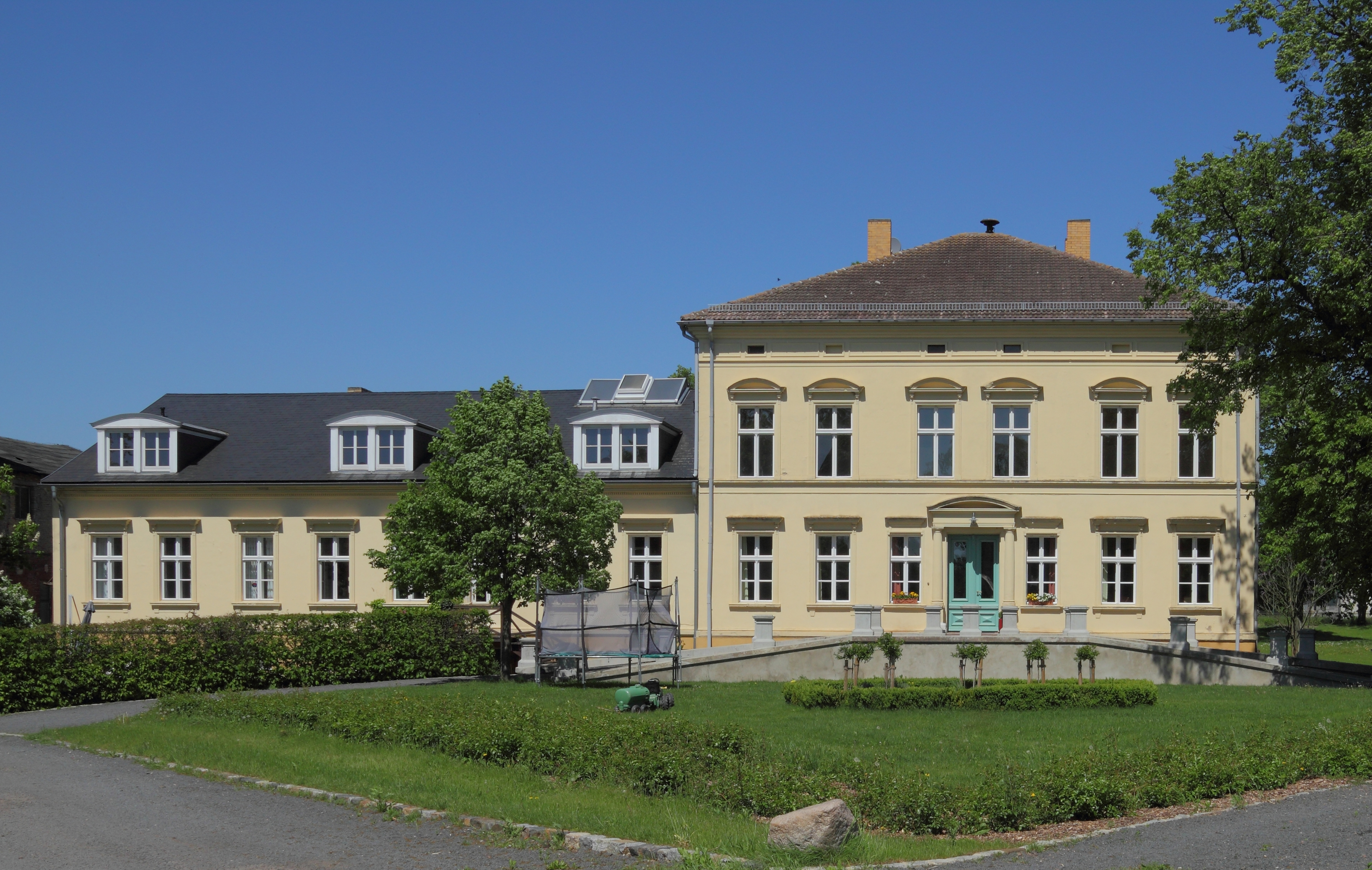
Gutshaus
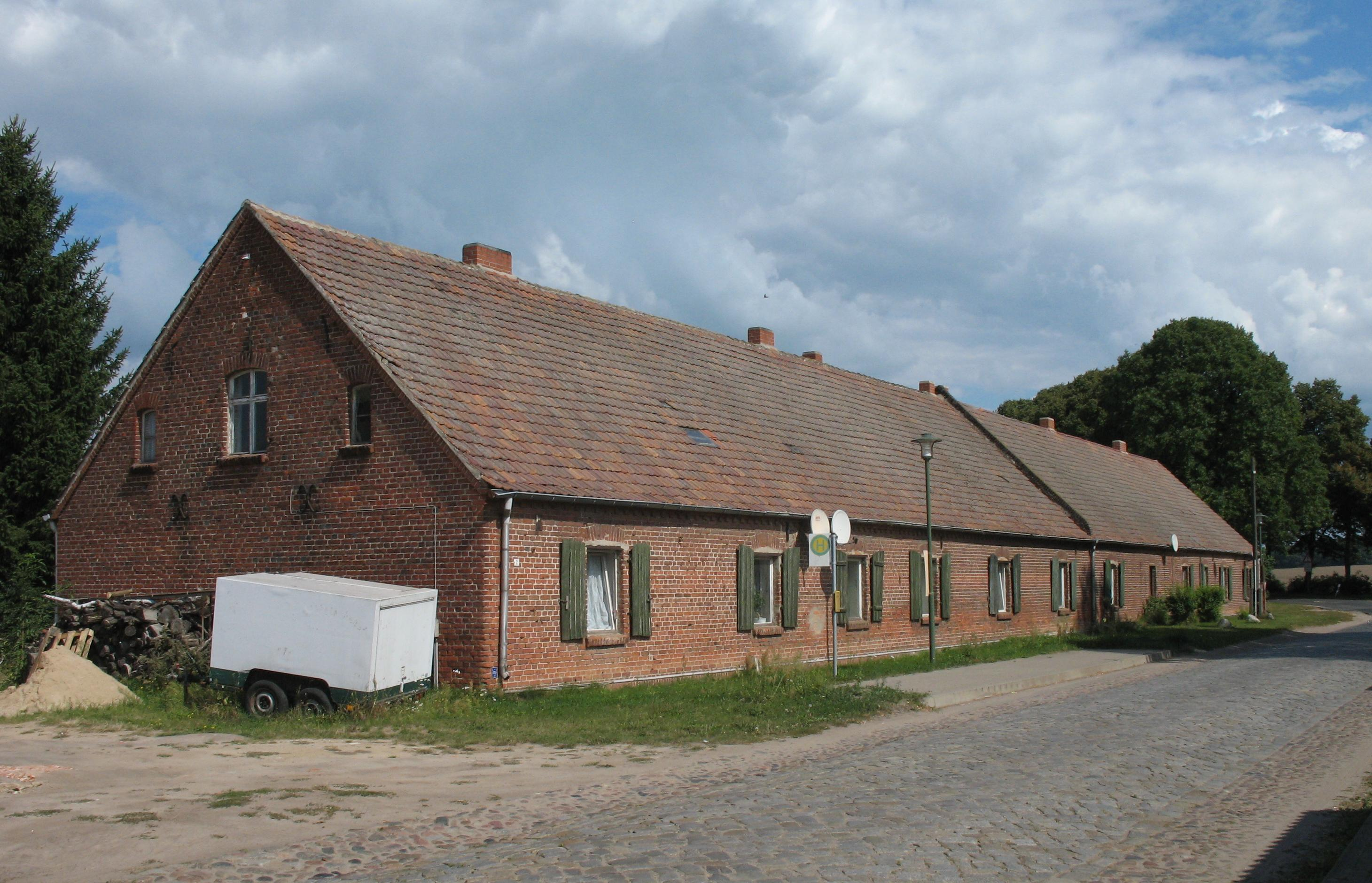
Zehnfamilienwohnhaus mit Stallanlage